# 刘晓庆
刘晓庆（1950年10月30日—），四川省涪陵縣（今重慶市涪陵區）人，女演员，曾主演《小花》、《垂帘听政》、《李莲英》、《芙蓉镇》、《火烧圆明园》等电影。

## 生平
小学毕业后，刘晓庆考入四川音乐学院附中学习扬琴专业。中学赶上了“文化大革命”，她的父亲由于是川东地下党员，出身在地主家庭，被造反派打断双腿。1970年，中学毕业后，被分配到达县专区的宣汉农场。随后参军，成为达县军分区宣传队文艺兵。宣传队解散后，考入成都部队话剧团。
1975年，八一电影制片厂重拍《海鹰》，刘晓庆被选中出演女主角，随后影片因故未拍摄完成，令她内心颇受打击。失之东隅、收之桑榆，她很快便接到了拍摄影片《南海长城》的邀约，凭借该片崭露头角。
1979年刘晓庆担任女主角的影片《小花》、《婚礼》均取得很大反响，前者坚毅、后者柔弱的反差形象令她得到了观众和评论界好评，并在第三届大众电影百花奖中得票数分别排名第二、第三。作为女配角演出的喜剧《瞧这一家子》获得第三届百花奖最佳配角奖。1980年正式调入北京电影制片厂，并与李秀明、张金玲并称为北影厂三朵金花。 1983年刘晓庆成为中国中央电视台春节联欢晚会第一个女主持人，1986年再次主持。
1980年代是刘晓庆演艺事业的巅峰期，凭借谢晋导演反思文革的电影《芙蓉镇》夺得金鸡、百花双料影后。加上《原野》、《春桃》，连续三年夺得百花奖最佳女主角的纪录迄今无人能破。还在北京电影制片厂拍摄的电影版《红楼梦》中饰演王熙凤。随着中國内地开放，刘晓庆成为了最早一批与香港合作的中國大陸女演员之一。与李翰祥导演合作的《垂帘听政》、《火烧圆明园》产生很大回响，饰演慈禧从青年到中年令人印象深刻成为她的代表性角色。拍摄这两部片期间，因社会对刘晓庆的流言，北影在宣布其为1982年的先进生产者后取消，电影家协会迟迟不批准其入会，令刘在1983年接受《文汇月刊》邀请，发表了三万字自传《我的路》，包括其广为流传的名言——“做人难，做女人难，做名女人难，做单身的名女人，难乎其难”。《我的路》引发中国社会对于个人主义的大讨论，先后被翻译成14种文字在全世界发行，刘晓庆也因此成为中国作家协会会员。
随着1980年代末政治环境恶化，同辈的李秀明、张金玲退隐，陈冲、张瑜、斯琴高娃、龚雪出国，刘晓庆感慨“无敌最寂寞”。1990年刘晓庆开始涉足商业，最鼎盛时旗下有二十六家公司，几乎涵盖了各个领域，成为“中国的亿万富姐”。美国《富比士》杂誌公佈，中国富豪名列第45位的刘晓庆有七千万至九千万美元的身价。
离开演艺圈五年后，刘晓庆应邀复出，出演她的首部电视剧《武则天》，从16岁演到62岁，播出后取得了很高的收视率。之后在电视剧《逃之恋》中饰演小凤仙，该片引起了一些正反两面的议论，但因为同档期撞上《还珠格格》收视不太理想。
2004年，刘晓庆复出，主演舞台剧《金大班的最后一夜》、电视剧《永乐英雄儿女》。

## 個人生活

### 王立（第一任丈夫）
70年代，拍摄电影《南海长城》期间，刘晓庆结识了解放军总政治部歌剧团小提琴手王立。当时在成都军区话剧团的刘晓庆，希望调去北京工作，但因严格的工作调动和户籍制度，刘晓庆选择和王立“恋爱”，向团里提出到北京结婚的申请，到北京的当晚和王立结婚。结婚第四天早上，刘晓庆离家出走，时隔一年才归家。1982年，两人正式离婚。

### 陈国军（第二任丈夫）
1981年，刘晓庆在拍摄电影《心灵深处》期间开始追求演员陈国军，当时两人各自有婚姻。刘晓庆与王立离婚后，与陈国军婚外同居三年。其间，刘晓庆主演了陈国军的导演处女作《无情的情人》。陈国军父母反对与刘晓庆的关系，但陈妻被迫答应离婚。1986年，刘晓庆和陈国军结婚。1989年，两人因为姜文介入离婚。陈国军在离婚后出版了《我和刘晓庆，不得不说的故事》，在书中他描述自己为了爱情突破世俗眼光和原配离婚，又在女强男弱的婚姻中含辛茹苦。但刘晓庆表示，陈国军脾气暴躁，经常对她实行暴力威胁。

### 姜文
1986年，刘晓庆因电影《芙蓉镇》与姜文相识，两人交往8年，1994年分手。据陈国军《我和刘晓庆，不得不说的故事》，陈「捉奸」后曾逼迫姜文供述与刘晓庆的关系：
我手里终于拿到了留有姜某笔迹的这张纸，上面写着：
「一九八七年在苏州拍戏，我与刘晓庆开始建立恋爱关系（包括两性关系）。」
「一九八七年底，我得知她已正式嫁人后，仍继续追求她，保持这种关系。」
哼！这个男人，我真佩服他了。在他的这张纸上，把所有的责任都推给了女方。他和她建立恋爱关系的时候，不知道她已经结婚，言外之意，他在说：“我是个不知者，不是不知者不怪吗？”我当然就没有什么责任了！
当时，我打心里为刘晓庆难过：你怎么会爱上这样一个人？
我看完了这份东西，姜某又把它要了回去，说：“我想添几个字。”
“你要添什么？”

“我想加上‘因为我爱她’。”
2002年，刘晓庆因逃税被捕，姜文斥资请许兰亭、钱列阳、张青松、李肖霖4位大律师联手为刘晓庆辩护，2003年刘晓庆被姜文保释出狱。

### 亚丁
1994年，旅法作家亚丁因为采访与刘晓庆结识，刘晓庆后来邀请亚丁进入自己的公司从事文字工作，并在《刘晓庆打开引号》的制作中担任编导。1996年，两人分手。

### 伍卫国
1997年，刘晓庆因客串台湾连续剧《包青天》而与香港演员伍卫国相识，但直到出演《火烧阿房宫》时才承认恋情。2001年，两人分手。据伍卫国在2007年《志云饭局》透露，两人曾准备结婚，但因为刘晓庆“工作狂”个性而分手，伍卫国也否认了外传分手原因是阿峰介入，称这已是后面的事情。

### 阿峰（第三任丈夫）
2000年，孙湘光（艺名阿峰）因在刘晓庆投拍的电视剧《皇嫂田桂花》中为两个角色配音，进驻剧组后对开始追求刘晓庆。孙湘光1959年出生于西安，原为陕西省话剧院演员。1990年，他与郭达、蔡明共同主演了一部农村喜剧片《倒蛋部队》。此后，孙湘光携第一任妻子郭某赴北京发展，郭女士后来成为北京某大型影视公司的制片人。与郭女士离婚后，孙与北京儿童艺术剧团的演员纪某结婚，2000年为刘晓庆和怀孕的纪某离婚。2002年，孙协助刘晓庆进行《火凤凰》的发行，并正式加入晓庆公司，取代伍卫国成为管理层。同年刘晓庆因税务问题入狱，她托人带话给阿峰，表示若他愿意等，出狱后将与他结婚。阿峰则回复称，若刘愿意，他们随时可以结婚。2003年8月刘晓庆出狱，两个月后，她与阿峰登记结婚。2005年12月，两人低调离婚。

### 王晓玉（第四任丈夫）
刘晓庆和美国华侨、家俱商人王晓玉2012年注册结婚，2013年8月20日在旧金山Valley Presbyterian Church教堂举行婚礼。王晓玉籍贯安徽合肥，长期生活在美国，为中国侨联常委，连续三届担任全国政协委员，也是刘晓庆的影迷，追求她长达30年。两人结婚时，王晓玉把香港半山区价值约2000万新元的豪宅，以及美国的一套豪宅送给了刘晓庆。
2024年8月，演员和直播主张棪琰不点名爆料刘晓庆与王晓玉离婚，且离婚后已经交往过八个男友。同年10月，狗仔「董瓜呱」爆料刘晓庆和王晓玉结婚两年后出轨了一名比她小20岁的摄影师，2019年刘晓庆与其他男性产生暧昧关系，摄影师感到不满并质问刘晓庆，双方逐渐疏远，直到2021年刘晓庆拉黑摄影师。摄影师曝出此前的聊天记录中，刘晓庆称丈夫王晓玉“年纪大了，身体不行，对她就像对女儿一样”，两人没有亲密关系。

## 争议

### 贈珠寶事件
1995年寧波綠洲珠寶行特大搶劫殺人案後，被搶的绿洲珠宝行由於損失巨大，加上辦案期間店面被封鎖一個月無法生意，經營出現危機，但老闆陈春明尚有家底於是隔年意圖透過商請明星刘晓庆來店中購物進行廣告宣傳，除了高額價碼外在參訪現場諸多媒體前還贈與了16萬元的珠寶，不料當時在場的一名記者將此報導作負面處理，認為明星對社會有何貢獻，逛一趟街拿到許多農民半生所得，並暗指國家演員身份刘晓庆是否有受賄嫌疑，在當時社會背景下引起大量不良影響，珠寶店被檢察機關和稅務機關調查後黯然倒閉。

### 逃稅事件
2002年，中國國稅總局查出，自1996年起，劉曉慶以及其公司即以虛報收入與支出的方式逃漏稅，總共逃稅一千四百萬人民幣。6月19日，劉曉慶在北京被拘捕到案，其後並關押在北京市公安局看守所（期间暂时转移至秦城监狱下属第一看守所）。媒体盛传劉曉慶一夕白頭，但无证据且被刘本人否认。2003年1月5日，北京市拍賣行受稅務機關委託，對劉曉慶及其公司提供納稅擔保的19套房產進行公開拍賣。2003年8月17日，刘晓庆保释出狱。
2025年5月，刘晓庆被深圳王姓市民实名举报涉嫌偷税漏税，涉及交易金额330万元。随后上海市税务局第四稽查局展开调查。5月15日晚，刘晓庆发布公开声明表示其与举报人并不认识，与客观事实不符。8月8日，上海市税务局第四稽查局发布情况通报称，未发现刘晓庆有涉税问题。

## 影视作品

### 电影
| 上映年份 | 电影名                 | 角色     | 备注       |
| 1975年   | 《南海长城》           | 甜女     |            |
| 1976年   | 《同志，感谢你》       | 杨洁     |            |
| 1977年   | 《春歌》               | 李翠枝   |            |
| 1978年   | 《小花》               | 何翠姑   |            |
| 1979年   | 《瞧这一家子》         | 张岚     |            |
| 1979年   | 《婚礼》               | 盛敏     |            |
| 1980年   | 《神秘的大佛》         | 梦婕     |            |
| 1981年   | 《原野》               | 金子     |            |
| 1981年   | 《潜网》               | 罗弦     |            |
| 1982年   | 《心灵深处》           | 欧阳兰   |            |
| 1983年   | 《火燒圓明園》         | 慈禧太后 |            |
| 1983年   | 《垂帘听政》           | 慈禧太后 |            |
| 1984年   | 《北国红豆》           | 鲁雪枝   |            |
| 1984年   | 《三宝闹深圳》         | 女经理   |            |
| 1985年   | 《无情的情人》         | 娜梅琴措 | 兼任制片人 |
| 1986年   | 《芙蓉镇》             | 胡玉音   |            |
| 1987年   | 《大清炮队》           | 冯玉舒   | 兼任制片人 |
| 1987年   | 《春桃》               | 春桃     |            |
| 1988年   | 《一代妖后》           | 慈禧     |            |
| 1989年   | 《红楼梦》             | 王熙凤   |            |
| 1989年   | 《红楼梦之宝玉化石》   | 王熙凤   |            |
| 1989年   | 《红楼梦之晴雯夭亡》   | 王熙凤   |            |
| 1989年   | 《红楼梦之二尤惨死》   | 王熙凤   |            |
| 1989年   | 《红楼梦之凤姐泼醋》   | 王熙凤   |            |
| 1989年   | 《红楼梦之黛玉葬花》   | 王熙凤   |            |
| 1990年   | 《大太监李莲英》       | 慈禧     |            |
| 2004年   | 《春花开》             | 谢春花   |            |
| 2009年   | 《37》                 | 奥优     |            |
| 2011年   | 《楊門女將之軍令如山》 | 柴郡主   |            |
| 2015年   | 《寻龙诀》             | 虹姐     |            |
| 2016年   | 《快手枪手快枪手》     | 金三娘   |            |
| 2018年   | 《大轰炸》             | 郑夫人   |            |
| 2020年   | 《孝感天地》           | 西王母   | 網絡電影   |
| 2020年   | 《八佰》               | 蓉姐     |            |
| 2023年   | 《冰雪狙击2》          | 丹娘     | 網絡電影   |
| 2024年   | 《夜雨秋灯闻诡事》     |          | 網絡電影   |

### 电视剧
| 首播年份 | 剧名                     | 角色                               | 备注               |
| 1992年   | 《风华绝代》             | 春泥                               |                    |
| 1993年   | 《新包青天之英烈千秋》   |                                    |                    |
| 1995年   | 《武则天》               | 武则天                             |                    |
| 1996年   | 《火烧阿房宫》           | 公主、客栈老闆娘、余夫人           | 兼任制片人         |
| 1998年   | 《逃之恋》               | 小凤仙                             | 兼任制片人         |
| 2000年   | 《皇嫂田桂花》           |                                    | 制片人             |
| 2001年   | 《火凤凰》               | 阿桃、龙少爷、方盈盈、大明星、表姐 | 兼任制片人         |
| 2002年   | 《洛神》                 |                                    | 制片人             |
| 2003年   | 《281封信》              | 方美惠                             | 兼任制片人         |
| 2003年   | 《永乐英雄儿女》         | 锦娘                               |                    |
| 2003年   | 《江山美人》             | 孟太后                             |                    |
| 2003年   | 《长河东流》             | 孝庄皇太后                         | 又名：《谁主沉浮》 |
| 2004年   | 《欢乐桑田》             | 麻姑                               |                    |
| 2004年   | 《我的兄弟姐妹》         | 爱莲                               |                    |
| 2004年   | 《宝莲灯》               | 王母娘娘                           |                    |
| 2004年   | 《京城四少》             | 九姨娘                             |                    |
| 2005年   | 《徽娘宛心》             | 吴太太                             |                    |
| 2005年   | 《阿有正传》             | 珍格格                             |                    |
| 2006年   | 《日月淩空》             | 武则天                             |                    |
| 2006年   | 《超临界》               | 鲁燕                               |                    |
| 2007年   | 《家族荣誉》             |                                    |                    |
| 2008年   | 《女人何苦为难女人》     | 章玉英                             |                    |
| 2008年   | 《宝莲灯前传》           | 王母娘娘                           |                    |
| 2009年   | 《云袖》                 | 云袖                               |                    |
| 2011年   | 《武则天秘史》           | 中年武则天                         |                    |
| 2012年   | 《隋唐英雄 1 & 2》       | 萧皇后                             |                    |
| 2012年   | 《养女》                 |                                    |                    |
| 2014年   | 《隋唐英雄 3 & 4》       | 欧阳飞燕                           |                    |
| 2014年   | 《花灯满城》             | 卓云                               |                    |
| 2015年   | 《我有一个梦》           | 叶春儿                             |                    |
| 2021年   | 《北辙南辕》             | 白静慧                             | 網絡劇             |
| 2025年   | 《萌宝助攻：五十岁婚宠》 | 江月琴                             | 網絡短劇           |
| 2025年   | 《折腰》                 | 徐夫人                             |                    |
| 2025年   | 《天降福星》             | 时莹                               | 網絡竖屏短劇       |
| 待播     | 《血盟千年》             |                                    |                    |

### 舞台剧
| 年份   | 劇名                 | 角色   |
| ------ | -------------------- | ------ |
| 2004年 | 《金大班的最后一夜》 |        |
| 2012年 | 《风华绝代》         | 赛金花 |

### 文学
| 年份   | 書名                                              | 出版社                                                     | ISBN               |
| ------ | ------------------------------------------------- | ---------------------------------------------------------- | ------------------ |
| 1995年 | 《我的自白录-----从电影明星到亿万富姐儿》（自传） | 上海文艺出版社                                             | ISBN 9787106022747 |
| 1992年 | 《我这八年》（自传）                              | 人民日报出版社（中国大陆版权）、臺湾皇冠出版社（海外版权） | ISBN 9787800024665 |
| 1987年 | 《艺术与爱情》                                    | 上海文艺出版社                                             |                    |
| 1983年 | 《我的路》（自传）                                | [ b ]                                                      |                    |
| 2015年 | 《人生不怕从头再来》（自传）                      | 长江文艺出版社                                             | ISBN 9787535483133 |

### 音乐
| 專輯名稱               | 發行日期 | 發行公司 | 曲目 |
| ---------------------- | -------- | -------- | --- |
| 个人专辑《原野组曲》   |          |          | |
| 个人专辑《慈禧组曲》   |          |          | 曲目 1. 剪窗花 2. 情思 3. 姣姣白玉蘭 4. 麒麟送子 5. 煙雨樓 6. 離宮 7. 勸君莫憂傷 8. 愁歌 9. 火燒圓明園 10. 磐錘峯下的祈禱 11. 登基大典 12. 玉蘭花重放                                                                                  |
| 个人专辑《刘晓庆的歌》 |          |          | 曲目 1. 我爱的你 2. 电影《原野》主题曲 3. 洋派的男孩 4. 喜鹊飞来 5. 假如 6. 阿妮走（VS陈国军） 7. 小草 8. 盼红军 9. 知道不知道 10. 到诺拉山去 11. 相逢在夕阳中（VS陈国军） 12. 愿嫁有情郎 13. 家乡 14. 无情的情人 15. 在这静静的小屋里 |
| 个人专辑《贺新春》     |          |          | |
| 个人专辑《百花奖磁带》 |          |          | |
| 个人专辑《爱在百年》   |          |          | 曲目 1. 活着说难也不难 葛优 2. 红颜为你开放 江珊 3. 知己何必红粉 王志文 4. 温柔的听见 严晓频 5. 我的路 刘晓麟 6. 不说 陈道明 7. 你是第一个走近我的人 宁静 8. 我不是瞬间的温柔 王姬 9. 阳光灿烂 夏雨 10. 情在无言中 左翎 11. 爱在百年   |

### 主持
| 年份   | 頻道       | 節目               |
| ------ | ---------- | ------------------ |
| 1995年 | 卫视中文台 | 《刘晓庆打开引号》 |

### 綜藝節目
- 2014年 中国好男儿  评委
- 2024年 一路繁花 常驻

### 著作
- 《我这八年》，1992，人民日报出版社，ISBN 9787800024665
- 《我的自白录: 从电影名星到亿万富姐儿》，1995，上海文艺出版社，ISBN 9787532114276
- 《路程》（收录“我的路”、“我这八年”和《大众电影》杂志“信箱”专栏），2005，中国电影出版社，ISBN 9787106022754
- 《自白錄》（“我的自白录”再版），2005，中国电影出版社，ISBN 9787106022747

## 获奖情况

### 重要奖项
| 入围年份 | 頒獎典禮         | 奖项名称   | 入围作品       | 评奖结果    |
| 1987年   | 中国电影金鸡奖   | 最佳女主角 | 《芙蓉镇》     | 獲獎        |
| 1988年   | 中国电影金鸡奖   | 最佳女主角 | 《原野》       | 提名        |
| 1980年   | 大众电影百花奖   | 最佳女主角 | 《小花》       | 提名-第二名 |
| 1980年   | 大众电影百花奖   | 最佳女主角 | 《婚礼》       | 提名-第三名 |
| 1980年   | 大众电影百花奖   | 最佳配角   | 《瞧这一家子》 | 獲獎        |
| 1985年   | 大众电影百花奖   | 最佳女主角 | 《北国红豆》   | 提名-第五名 |
| 1987年   | 大众电影百花奖   | 最佳女主角 | 《芙蓉镇》     | 獲獎        |
| 1988年   | 大众电影百花奖   | 最佳女主角 | 《原野》       | 獲獎        |
| 1988年   | 大众电影百花奖   | 最佳女主角 | 《大清炮队》   | 提名-第五名 |
| 1989年   | 大众电影百花奖   | 最佳女主角 | 《春桃》       | 獲獎        |
| 1990年   | 大众电影百花奖   | 特别奖     | ——             | 獲獎        |
| 1998年   | 中国电视金鹰奖   | 最佳女主角 | 《逃之恋》     | 提名        |
| 1987年   | 中国电影金凤凰奖 | 表演学会奖 | 《芙蓉镇》     | 獲獎        |
| 1989年   | 中国电影金凤凰奖 | 表演学会奖 | 《原野》       | 獲獎        |

其他结果：
| 年份 | 頒獎典禮             | 獎項             | 作品             |
| ---- | -------------------- | ---------------- | ---------------- |
| 1978 | 文汇电影奖           | 最佳女配角奖     | 《小花》         |
| 1986 | 上海电影制片厂       | 最佳女演员       | 《芙蓉镇》       |
| 1980 | 法国电视臺           | 最佳女演员       |                  |
| 1980 | 北京电影制片厂       | 青年进步奖       | 《原野》         |
| 1982 | 长春电影制片厂       | 最佳女演员奖     | 《心灵深处》     |
| 1983 | 中华人民共和国文化部 | 特别奖           | 《火烧圆明园》   |
| 1983 | 中华人民共和国文化部 | 特别奖           | 《垂帘听政》     |
| 1985 | 法国华人影视节       | 最佳女主角金狮奖 | 《无情的情人》   |
| 1990 | 柏林电影节           | 特别奖           | 《大太监李莲英》 |
| 2013 | 2013年国剧盛典       | 終身成就獎       |                  |

### 荣誉奖项
| 年份   | 頒獎典禮                       | 獎項                                       | 作品                 |
| ------ | ------------------------------ | ------------------------------------------ | -------------------- |
| 1979年 | 中华人民共和国文化部           | 青年优秀创作奖                             |                      |
| 1986年 | 上海总工会评选的               | 最喜爱的女演员第一名                       |                      |
| 1987年 | 《文汇报》                     | 新时期十年电影大奖最佳女演员奖第一名       |                      |
| 1987年 | 佛山杯                         | 十大明星第一名                             |                      |
| 1987年 | 济南                           | 最喜爱的女演员第一名                       |                      |
| 1992年 | 首届“金鸡、百花”电影节         | 特别奖                                     |                      |
| 1993年 | 首届中国电影家协会             | 银海金龙十大影视明星奖                     |                      |
| 1996年 | 第四届星城杯                   | 全国电视十佳演员第一名                     |                      |
| 1996年 |                                | 美国亚美洲杰出成就奖（时任总统克林顿颁发） |                      |
| 1999年 | 北京零点调查公司               | 评选之世界名女人第5名                      |                      |
| 2005年 | 第五届中国电视艺术             | 双十佳最佳演员奖                           |                      |
| 2005年 | 中国电影表演艺术学会           | 中国电影百年百位优秀演员                   |                      |
| 2005年 | 国家广播电影电视总局           | 优秀电影艺术家称号                         |                      |
| 2005年 | 《新京报》                     | 中国电影名人堂                             |                      |
| 2006年 | 搜狐网等中国二十家主流媒体评选 | 娱乐戏剧舞臺类杰出贡献奖                   | 《金大班的最后一夜》 |
| 2012年 | 第7屆华鼎奖                    | 中國年度傑出成就獎                         |                      |
| 2012年 | 第8屆华鼎奖                    | 全国观众最喜爱的十大影视明星               |                      |
| 2013年 | 第10屆华鼎奖                   | 中國年度成就獎                             |                      |